# Карагаево
Карага́ево (баш. МФА: Ҡарағайо файле) — село в Гафурийском районе Республики Башкортостан Российской Федерации. Административный центр Имендяшевского сельсовета.

## География

### Географическое положение
Расстояние до:
- районного центра (Красноусольский): 50 км,
- ближайшей ж/д станции (Белое Озеро): 56 км.

## Население
| 2002 | 2009 | 2010 |
| ---- | ---- | ---- |
| 312  | ↗363 | ↘297 |

### Национальный состав
Согласно переписи 2002 года, преобладающая национальность — башкиры (95 %).